# Castelldaura
Castelldaura o Can Baltà és una casa eclèctica de Premià de Dalt (Maresme) protegida com a bé cultural d'interès local.
Està gestionada per l'Associació Agrupació Cultural Dosrius i s'hi celebren activitats culturals i de formació cristiana. Per exemple, s'hi celebren anualment les Jornades Pastorals de Qüestions Pastorals Castelldaura.

## Descripció
Edifici de planta baixa, pis i golfes, amb dos cossos laterals i la coberta plana amb balustrada. Es tracta d'un bon exemple d'arquitectura eclèctica del segle xix amb gran profusió d'elements clàssics, com les columnes d'ordre corinti. La finca disposa d'un ampli jardí d'estil francès.